# 提姆·格里芬
提姆·格里芬（英語：Tim Griffin；1968年8月21日—）是美国的一位政治人物。在2011年至2015年期間，他是阿肯色州第2選舉區選出的聯邦眾議員，現任阿肯色州州檢察長。他的黨籍是共和黨。格里芬曾經在美國軍隊服役。